# 임경완
임경완(林炅玩, 1975년 12월 28일 ~ )은 전 오스트레일리안 베이스볼 리그 시드니 블루삭스의 투수이자, 현재 KBO 리그 롯데 자이언츠의 2군 투수코치이다.

## 선수 시절

### 한국 프로야구 시절

#### 롯데 자이언츠시절
1998년 1차 지명을 받아 입단했다. 2004년 시즌에 22홀드를 기록해 홀드왕에 선정되는 등 중간 계투로써 좋은 모습을 보였다. 하지만 그 해 병역 비리 사건에 연루돼 2004년 시즌 후 곧바로 입대해 부산진경찰서에서 전경으로 복무했다. 2008년 시즌에는 마무리 투수로 투입됐다. 하지만 블론세이브를 많이 해 7월 26일 한화 이글스와의 경기를 끝으로 2군으로 내려갔고, 9월에 1군으로 다시 올라왔다. 9월 14일 삼성 라이온즈와의 경기에서 1군 복귀 후 첫 구원 등판해 '임작가'라는 오명을 만회하려 했으나, 볼넷을 2번이나 내주며 상황이 급박해지자 결국 0.2이닝만에 다시 교체됐다. 이후에도 상황이 나아지지 않자 2008년 시즌 말에 당시 감독이었던 제리 로이스터가 마무리로 최향남을 등판시켰고, 다비드 코르테스를 영입하기도 했다.
이처럼 마무리 요원으로서 활동해 최악의 성적을 보냈던 2008년이었으나, 2009년에 다시 셋업맨으로 복귀해 홀드왕 시절 못지 않은 구위의 피칭을 선보이며 중간 계투진으로서의 역할을 원활히 수행해 이러한 오명은 많이 벗어났다. 특히 2009년 6월에는 6번 등판해 9이닝 9피안타, 무자책을 기록했다. 이런 그의 투구를 두고 '절필'했다는 표현이 나왔다. 이런 모습이 인정돼 2009년에 구단 내부에서 수여하는 '재기상'을 받았다. 2011년에는 시즌 18홀드를 기록하며 팀에 든든한 불펜 역할을 했으며, 강영식, 김사율과 함께 팀의 페넌트레이스 2위에 큰 공을 세웠다.

#### SK 와이번스시절
2011년 시즌 후 FA를 선언한 그는 롯데 자이언츠와 이견을 크게 보여 결별했고 그 해 11월 20일에 계약 기간 3년에 계약금 3억 5,000만원, 연봉 2억원, 옵션 1억 5,000만원, 총액 11억원에 FA 계약을 맺고 이적했다. 그 때 그의 보상 선수로 이적한 외야수 임훈은 불과 20일 만에 투수 정대현의 보상 선수로 다시 돌아왔다. 하지만 팀에서 다시 난조를 보여 MBC 스포츠플러스가 2012년 5월 16일 중계한 LG 트윈스전에서는 그가 강판당하자 중간 광고를 내보내며 '임작가 오랜만에 집필'이라는 자막을 내보냈다.
결국 팀에서 승리없이 패만 떠 안았고 평균자책점이 높아져 FA 계약 기간이 만료된 뒤 방출됐다.

#### 한화 이글스시절
방출당한 그는 당시 감독이었던 김성근의 부름을 받고 이적하였다.
2015년 7월 23일에 마일영과 함께 방출됐다.

### 호주 프로야구 시절

#### 시드니 블루삭스시절
2015년 8월 16일에 입단했다.

## 야구선수 은퇴 후
2018년부터 롯데 자이언츠의 재활군 투수코치로 활동했다.

## 별명
- 블론세이브 경기를 자주 보여 야구 팬들로부터 '불경완', '임작가' 혹은 '임괴테'라고 불린다.[6]

## 출신 학교
- 하단초등학교
- 경남중학교
- 경남고등학교
- 인하대학교

## 통산 기록
| 연도 | 소속팀 | 평균자책 | 경기 | 승리 | 패전 | 세이브 | 홀드 | 이닝    | 피안타 | 피홈런 | 4사구 | 탈삼진 | 실점 | 자책점 | 비고     |
| ---- | ------ | -------- | ---- | ---- | ---- | ------ | ---- | ------- | ------ | ------ | ----- | ------ | ---- | ------ | -------- |
| 1998 | 롯데   | 18.62    | 7    | 0    | 1    | 0      | 0    | 9 2/3   | 22     | 3      | 12    | 6      | 21   | 20     |          |
| 1999 | 롯데   | 4.50     | 4    | 0    | 0    | 0      | 0    | 4       | 5      | 1      | 3     | 1      | 3    | 2      |          |
| 2000 | 롯데   | 3.86     | 15   | 0    | 2    | 0      | 1    | 30 1/3  | 28     | 5      | 13    | 19     | 13   | 13     |          |
| 2001 | 롯데   | 4.35     | 41   | 3    | 1    | 1      | 5    | 62      | 69     | 6      | 29    | 35     | 32   | 30     |          |
| 2002 | 롯데   | 6.29     | 25   | 0    | 4    | 1      | 1    | 48 2/3  | 60     | 9      | 21    | 30     | 41   | 34     |          |
| 2003 | 롯데   | 4.71     | 59   | 3    | 14   | 11     | 4    | 93 2/3  | 97     | 10     | 41    | 45     | 52   | 49     |          |
| 2004 | 롯데   | 3.16     | 67   | 4    | 6    | 5      | 22   | 105 1/3 | 102    | 4      | 53    | 72     | 39   | 37     | 홀드 1위 |
| 2007 | 롯데   | 3.25     | 65   | 7    | 1    | 0      | 6    | 74 2/3  | 73     | 2      | 47    | 52     | 28   | 27     |          |
| 2008 | 롯데   | 4.19     | 38   | 2    | 5    | 7      | 0    | 38 2/3  | 36     | 2      | 22    | 25     | 19   | 18     |          |
| 2009 | 롯데   | 2.45     | 43   | 4    | 1    | 1      | 7    | 62 1/3  | 55     | 1      | 21    | 37     | 23   | 17     |          |
| 2010 | 롯데   | 3.30     | 47   | 3    | 4    | 7      | 1    | 43 2/3  | 46     | 4      | 20    | 19     | 24   | 16     |          |
| 2011 | 롯데   | 3.15     | 72   | 4    | 3    | 0      | 18   | 65 2/3  | 60     | 4      | 21    | 34     | 28   | 23     |          |
| 2012 | SK     | 5.40     | 32   | 0    | 2    | 0      | 3    | 31 2/3  | 36     | 4      | 17    | 16     | 20   | 19     |          |
| 2013 | SK     | 5.71     | 23   | 0    | 2    | 0      | 1    | 17 1/3  | 22     | 0      | 10    | 10     | 12   | 11     |          |
| 2014 | SK     | 5.40     | 16   | 0    | 0    | 0      | 0    | 16 2/3  | 21     | 4      | 6     | 5      | 14   | 10     |          |
| 2015 | 한화   | -        | 1    | 0    | 0    | 0      | 0    | 0       | 0      | 0      | 2     | 0      | 1    |        |          |
| 통산 | 16시즌 | 4.18     | 555  | 30   | 46   | 33     | 69   | 704 1/3 | 732    | 59     | 338   | 406    | 370  | 327    |          |

- 시즌 기록 중 굵은 글씨는 리그 1위 기록